# 息長真手王
息長真手王（おきながのまてのおおきみ、生没年不詳）は5世紀から6世紀頃の日本の皇族。王女に麻績郎女・広姫。麻績郎女は継体天皇の妃として荳角皇女を産み、広姫は敏達天皇の皇后として押坂彦人大兄皇子・逆登皇女・菟道磯津貝皇女を産んだ。
王女2人が天皇の妃となった以外、さしたる事蹟の記述はない。意富富杼王の弟にあたる息長沙禰王の子であるとの文献もある。
娘の一人が「継体天皇」に嫁ぎ、もう一人の娘がその孫「敏達天皇」の皇后・広姫であるというが、記紀などによって「継体」の生年は西暦450年、一方「敏達」の生年は西暦538年であり、娘が二人の大王に輿入れしたとは考えにくい。伝承が混乱しているのか、或は記紀の編集者が意図的に系図に手を加えた可能性が強い。